# Medal Departamentu Obrony za Wybitną Służbę
Medal Departamentu Obrony za Wybitną Służbę (ang. Defense Distinguished Service Medal) – amerykańskie odznaczenie wojskowe, ustanowione 9 lipca 1970 roku dekretem prezydenta Richarda Nixona, przyznawane żołnierzom Sił Zbrojnych USA (w praktyce niemal wyłącznie generałom lub admirałom) bez względu na rodzaj broni, przez Departament Obrony Stanów Zjednoczonych, za szczególnie wybitne wypełnianie obowiązków dla bezpieczeństwa narodowego lub obrony Stanów Zjednoczonych  (for exceptionally distinguished performance of duty contributing to national security or defense of the United States), podczas wojny lub pokoju. Jest trzecim w hierarchii odznaczeniem wojskowym USA i najwyższym nadawanym za zasługi inne niż czyny waleczności na polu walki. Medal jest równy rangą Medalom za Wybitną Służbę Sił Lądowych, Marynarki Wojennej, Sił Powietrznych i Straży Wybrzeża, lecz jest noszony przed nimi.
W szczególnych wypadkach medal mogą otrzymać także przedstawiciele sił zbrojnych innych państw. Może być też przyznany wielokrotnie. Kolejne nadanie jest oznaczane poprzez nałożenie na wstążkę (oraz baretkę) brązowej odznaki w formie pęku liści dębowych (oak leaf cluster). Pięć odznak brązowych jest zastępowanych odznaką srebrną.